# Psolus mannarensis
Psolus mannarensis is een zeekomkommer uit de familie Psolidae.
De wetenschappelijke naam van de soort werd in 1984 gepubliceerd door D.B. James.